# Чехов, Игорь Владимирович
Игорь Владимирович Чехов (1930—1989) — главный редактор журнала «Филателия СССР» (1975—1987), член Союза журналистов СССР, член Президиума Правления Всесоюзного общества филателистов (ВОФ).

## Биография
Родился 31.10.1930 г. в гор. Томске. После окончания в 1954 году факультета журналистики МГУ имени М. В. Ломоносова Игорь Владимирович работал в журнале «Клуб и художественная самодеятельность» сначала литературным сотрудником, а затем ответственным секретарём; с 1966 по 1969 год являлся заместителем главного редактора журнала «Советский шахтёр»; с 1970 по 1975 год занимал должность заведующего сектором печати ВЦСПС.  
И. В. Чехов состоял членом Союза журналистов СССР, его рассказы были напечатаны во многих журналах, а также звучали в радиопередачах «С добрым утром!» и «Опять двадцать пять», в том числе и в исполнении автора. 

Так выглядел журнал «Филателия СССР» в годы, когда его главным редактором был И. В. Чехов

## Вклад в филателию
В 1975 году И.В. Чехов возглавил журнал «Филателия СССР» (с шестого номера), в результате чего это издание приобрело широкую известность среди читателей и его тираж значительно вырос. 
Игорь Владимирович являлся членом Президиума Правления Всесоюзного общества филателистов ВОФ и внес огромный вклад в популяризацию этого вида знаний и коллекционирования. 
В 1987 году, выпустив шестой номер журнала, ушел на пенсию по состоянию здоровья..

## Избранные труды
- В 1981 году издательство «Радио и связь» в серии "Библиотека юного филателиста" выпустило книгу И. В. Чехова в соавторстве с Л. А. Сладковым «Марки - друзья природы»[3].
- В 1990 году, после смерти И. В. Чехова, в издательстве «Детская литература» вышла в свет книга «Визитная карточка страны», соавтором которой он являлся[4]. Книга была издана внушительным тиражом в 100 000 экземпляров и повествовала о почтовых марках, истории их возникновения и коллекционирования; была оформлена очень красочно и содержала множество иллюстраций.

## Семья
Отец - Чехов Владимир Петрович (1897-1937), именем которого назван кабинет цитологии и генетики в Биологическом институте, профессор кафедры цитологии, генетики и селекции растений ТГУ. Мать - Чехова (Короткова) Елизавета Федоровна (1896-1982), внучка Руднева Дмитрия Дмитриевича, сотрудница метеостанции Томского технологического института и ТГУ. Супруга - Хохлова Евгения Васильева (1929-2011), работала методистом в Торгово-промышленной палате СССР. Дочь Ольга - выпускница Московского областного художественного училища памяти 1905 года, замужем за актером, режиссером и администратором Московского театра кукол Ляховецким Борисом Моисеевичем.